# Хортон, Джерри
Джерри Аллан Хортон Мл. (англ. Jerry Allan Horton Jr., 10 марта 1975 в г. Чарлстон, штат Южная Каролина) — гитарист американской рэп-рок группы Papa Roach. Также является автором песен.

## Биография
Джерри Хортон, его брат Чед и родители переехали в город Вакавилль в 1982 году, где он поступил в
Вэнденскую школу. Впервые он услышал о Papa Roach от своей бывшей девушки. Начал играть на гитаре с 13 лет, использовал белую копию Epiphone Stratocaster. Увлекался творчеством различных рок-групп, таких как Metallica, Slayer, Sepultura, Nine Inch Nails, и Ministry. Через некоторое время после образования «Papa Roach» в 1993 Джекоби Шэддиксом, Дэйвом Бакнером, Уиллом Джеймсом и Энди Сатурли, Джерри присоединяется к группе, став её первым и бессменным гитаристом. Известно, что время от времени Хортон работал кровельщиком и продавцом-консультантом. Никогда не страдал алкогольной, наркотической и никотиновой зависимостью.
Женился на бывшей модели Playboy Джессике Ли 21 декабря 2002 года. 11 января 2006 года у них родилась дочь Амелия, 2 февраля 2011 года - вторая дочь, Лайла. Одно из его хобби — фотография, он очень часто выкладывает свои работы на Flickr.

### Награды
Хортон несколько раз был номинирован в категории «Best Guitarist» («Лучший гитарист») на California Music Awards.

## Оборудование
- Schecter Solo 6 & Schecter Solo 6 Jerry Horton Model
- Schecter Tempest Customs and Signature Models
- Schecter C-1 Jerry Horton Model Electric Guitar
- Dean Markley Strings
- Digital Music Corp GCX Ground Control
- Marshall JMP-1 Midi Preamp
- Rocktron Multi-Valve FX
- Marshall JCM-900 Head
- Marshall 1960B Straight Cabinet / 4x12